# Visokosnoje leto
Visokosnoje leto (Високосное лето) byla sovětská a ruská rocková skupina vytvořena v roce 1972 Alexandrem Sitkoveckým a Krisem Kelmim.

## Historie
Visokosnoje leto začínal v roce 1972 jako studentský projekt sedmnáctiletých hudebníků Alexandra Sitkoveckého (kytara) a Krise (Anatolije) Kelmiho (baskytara). Skupina v počátcích hrála písničky tehdy populárních skupin – The Beatles, The Doors, Rolling Stones apod.
V roce 1974 přišli do skupiny baskytarista Alexandr Kutikov a bubeník Anatolij Abramov (v roce 1975 ho vystřídal Valerij Jefremov) a Kelmi přešel z baskytary na elektrické varhany. Skupina v tomto složení začala s vlastní tvorbou. Dvorní skladatelkou skupiny se stala Margarita Puškinová.
Skupina se rozpadla v roce 1979 po neshodách ohledně svého hudebního směřování. Sitkovecký s Kelmim chtěli hudbu směřovat k populární muzice a založili nový hudební projekt Avtograf. Kutikov s Jefremovem odešli do skupiny Mašina vremeni Andreje Makareviče.

## Složení
- Alexandr Sitkoveckij – kytara, zpěv
- Kris (Anatolij) Kelmi – klávesy, zpěv
- Alexandr Kutikov – basová kytara, zpěv (1974–1979)
- Valerij Jefremov – bicí (1975–1979)
- Anatolij Abramov – bicí (1974–1975)
- Jurij Titov – bicí (1972–1974)

## Diskografie[1]
- 1978 – Prometej prikovannyj (Прометей прикованный)
- 1978 – Visokosnoje leto (Високосное лето)
- 1978 – Koncert v Archangelsku (Концерт В Архангельске )
- 1979 – Lavka Čudes (Лавка Чудес) (CD, 1995)